# 제시카 콜린스
제시카 콜린스(Jessica Collins, 1971년 4월 1일 ~ )는 미국의 배우이다.

## 출연 작품
- 인비저블 (2010)
- 오픈 하우스 (2010)
- 라이브! (2007)
- 더티 러브 (2005)
- 더 랜치 (2004)
- 캐스팅 어바웃 (2004)
- 트루 콜링 (2003)
- 뷰티풀 (2000)
- 베스트 오브 더 베스트 4 - 파이널 러쉬 (1998)
- 레프리콘 4 (1996)
- 비버리힐즈의 아이들 (1990)